# Torneo de San Petersburgo 2016
El St. Petersburg Open 2016 es un torneo de tenis. Pertenece al ATP Tour 2016 en la categoría ATP World Tour 250. El torneo tendrá lugar en la ciudad de San Petersburgo, Rusia, desde el 19 de septiembre hasta el 25 de septiembre de 2016 sobre canchas duras bajo techo.

## Cabezas de serie
| Tenista               | Ranking | N.º |
| Stan Wawrinka         | 3       | 1   |
| Milos Raonic          | 6       | 2   |
| Tomáš Berdych         | 9       | 3   |
| Roberto Bautista Agut | 16      | 4   |
| Alexander Zverev      | 27      | 5   |
| Albert Ramos-Viñolas  | 32      | 6   |
| Viktor Troicki        | 33      | 7   |
| João Sousa            | 34      | 8   |

- Ranking del 12 de septiembre de 2016.

### Dobles masculinos
| Tenista                                | Ranking | Preclasificada |
| Dominic Inglot Henri Kontinen          | 65      | 1              |
| Marcin Matkowski Nenad Zimonjić        | 86      | 2              |
| Wesley Koolhof Matwé Middelkoop        | 114     | 3              |
| Andrés Molteni Hans Podlipnik-Castillo | 115     | 4              |

## Campeones

### Individual Masculino
Alexander Zverev venció a  Stanislas Wawrinka por 6-2, 3-6, 7-5

### Dobles Masculino
Dominic Inglot /  Henri Kontinen vencieron a  Andre Begemann /  Leander Paes por 4-6, 6-3,[12-10]